# Abdurrahim Bey Hagverdiyev
 (février 2024).
Abdurrahim bey Hagverdiyev est un écrivain, dramaturge et homme politique soviétique azerbaïdjanais né le 17 mai 1870 à Choucha, (région du Karabakh) et mort le 11 décembre 1933 à Bakou.

## Biographie et œuvre
Le père d'Abdurrahim Bey Hagverdiyev, secrétaire dans l'administration, meurt alors qu'il est âgé de 3 ans.
En 1884, Hagverdiyev entre à l’École réelle (az) de Choucha puis de Tiflis où il découvre le théâtre. Sous l'influence de Mirza Fatali Akhoundov, il écrit à quatorze ans une courte première pièce intitulée Haji Dachdamir (1884).
En 1891, il part étudier à Tbilissi, ensuite à Saint-Pétersbourg où il entre à l'Institut d'Ingénieurs du Transport Ferroviaire. Pendant son séjour à Saint-Pétersbourg, Hagverdiyev est un spectateur assidu de l'Aleksandrinsky Theater.
En 1892, il écrit sa première pièce, une comédie intitulée Yeyarsan gaz atini, gorarsan lazzatini (Mangez de la viande d'oie et vous découvrirez son goût, 1892). Il écrit la première tragédie épique en langue azerbaïdjanaise Daghilan Tifag (Effondrement de l'Union, 1896). Hagverdiyev décrit dans ses pièces la décadence de la noblesse russe à la fin du XIXe siècle.
En 1899, il retourne à Choucha et s'investit dans la mise en scène dramatique de la troupe de la ville. Il continue à écrire des pièces de théâtre, notamment Bakhtsiz Javan (Le jeune homme malchanceux, 1900) et Pari Djadu (Magie des fées, 1901).
À partir de 1906, Hagverdiyev entame une carrière politique et écrit pour le magazine satirique "Molla Nasraddin". Il critique « vivement les classes dirigeantes, le système bourgeois et les propriétaires terriens ». Il écrit la tragédie historique Agha Mohammad Chah Gadjar (1907). Sa renommée grandit et l'amène à diriger l'opéra du compositeur azerbaïdjanais Uzeyir Hadjibeyov intitulé Leyli et Madjnun (1908).
Entre 1911 et 1916, l'écrivain habite à Aghdam et consacre la majeure partie de son temps à écrire de la fiction. Il travaille deux ans à Tiflis en tant que reporter pour le journal local de langue russe. Il traduit en azerbaïdjanais les œuvres d'écrivains russes tels que Gogol et Ostrovsky ou européens comme Shakespeare, Molière ou Schiller.
Il continue à écrire plusieurs pièces : Dans l'ombre d'un arbre (1926), L'ancienne génération (1927), Comrade Keroglu (1932).
Fondateur et président de la société théâtrale et la société des écrivains d'Azerbaïdjan, il est le premier ambassadeur d'Azerbaïdjan au Daghestan, puis en Arménie.

## Activité politique
En 1906, Hagverdiyev est l'un des cinq premiers députés de l'Azerbaïdjan à la première Douma d'État de Russie.
En 1919, il est nommé consul de la République d'Azerbaïdjan.